# Мухаммад Фадель аль-Джамалі
Мухаммад Фадель аль-Джамалі (араб. محمد فاضل الجمالي; 20 квітня 1903 — 24 травня 1997) — іракський політик, міністр закордонних справ (1946—1948) та глава уряду країни (1953—1954).